# イアン・ヒールブロン
サー・イアン・モリス・ヒールブロン（Sir Ian Morris Heilbron、1886年11月6日 - 1959年9月14日）は、イギリスの化学者。有機化学を治療や工業のために用いた草分けである。

## 教育
- グラスゴー高等学校
- 王立理工学大学
- ライプツィヒ大学

## 経歴
- 1909年-1914年 王立技術大学講師
- 1914年-1918年 イギリス陸軍
- 1919年-1920年 王立技術大学教授
- 1920年-1933年 リヴァプール大学教授
- 1933年-1938年 マンチェスター大学教授
- 1938年-1949年 インペリアル・カレッジ・ロンドン教授
- 1949年-1958年 醸造業研究基金理事長

## 受賞・栄誉
1931年から王立協会のフェローであった。1918年に殊功勲章を受章し、1946年にナイトに叙せられた。また1945年には、アメリカ化学会の最高賞であるプリーストリー賞を受賞した。1951年ロイヤル・メダル受賞。